# Automeris annulata
Espèce
Automeris annulata est une espèce de papillons de la famille des Saturniidae.